# Most Mehmeda Sokoloviće
Most Mehmeda Paši Sokoloviće (srbsky Мост Мехмед-паше Соколовића) je historický kamenný most, který se nachází ve Višegradu, na východě Bosny a Hercegoviny (v Republice srbské). Byl postaven v 16. století přes řeku Drinu jako důležitá spojnice mezi východním a středním Balkánem. Téměř 179,5 m dlouhý kamenný most s 6 m širokou mostovkou stojí na 11 obloucích o rozpětích 11–15 metrů.
Roku 2007 byl most zapsán na seznam Světového dědictví UNESCO; až v březnu následujícího roku následovalo také prohlášení kulturní památkou celostátního významu (bosensky nacionalni spomenik) Bosny a Hercegoviny. Most představuje jedno z nejznámějších a největších děl osmanské architektury v zemi.

## Poloha
Most je veden v západo-východním směru. Stojí ve středu města Višegradu, na 93 říčním kilometru řeky Driny. Most se nachází v úzkém údolí, které se 400 metrů od mostu zužuje do kaňonu. Jeho severní (západní) strana je oddělena od probíhající silnice (u mostu je umístěna nájezdová rampa). Jižní, resp. východní strana je potom přiléhající k městu Višegardu. Při mostu se zde nachází také socha Iva Andriće, známého spisovatele.

## Popis stavby
Řeku Drinu 179,5 metrů dlouhý most překonává celkem jedenácti oblouky, krajní z nich na pravém břehu je opřen o dvě zdi s nejmenší šířkou 5,2 metrů. Dalších deset oblouků má šírku 10,7 až 14,8 metrů. Má devět velkých kamenných pilířů šířek 3,5 až 4 metry a délky okolo 11,5 metrů. Na levém břehu se krajní oblouk upíná na roh mostu a přechází v nájezdovou rampu. Šířka vozovky na mostu činí 6 metrů. Zdi, které hrají roli zábradlí mají tloušťku 60 cm a jejich délka činí 179,44 m. Přístupová rampa má šířku okolo 6,6 metrů. Rampy mají celkem čtyři oblouky, jeden větší se nachází na rohu (šířka 4,5 metrů) a tři menší potom nad potokem, který se zde vlévá do Driny. Oblouky jsou klasické lomené oblouky s relativně malým vychýlením (cca 1 metr) a tak se přibližují půlkruhu. Jednotlivé kamenné bloky byly spojeny litým olovem a nebo železnými sponami (obdobně jako Starý most v Mostaru).
Na bílé mramorové desce, která je umístěna v centrální části mostu, bylo vyryto 13 veršů v turečtině, které vypovídají o staviteli mostu a době, kdy byl zbudován. Na úpatí kamene byla fontána, kde z tlamy hada vytékal malý proud vody. Prohlubeň na straně po proudu byla původně zamýšlena jako odpočívadlo. Je obehnána kamennými sedadly.
Kámen pro most byl vytěžen v lokalitě s názvem Banja, která leží okolo pěti kilometrů po proudu od pravého břehu řeky driny. V centrální části mostu stála dřevěná věž, která byla postavena později než samotná stavba, nicméně se nezná kdy přesně byla vybudována (nejspíše někdy okolo prvního srbského povstání) a pobořena byla roku 1886. Věž sloužila pro kontrolu průchodu přes most, cestu bylo možné uzavřít pomocí dubových vrat. Na ní bylo umístěno několik menších děl.

## Historie

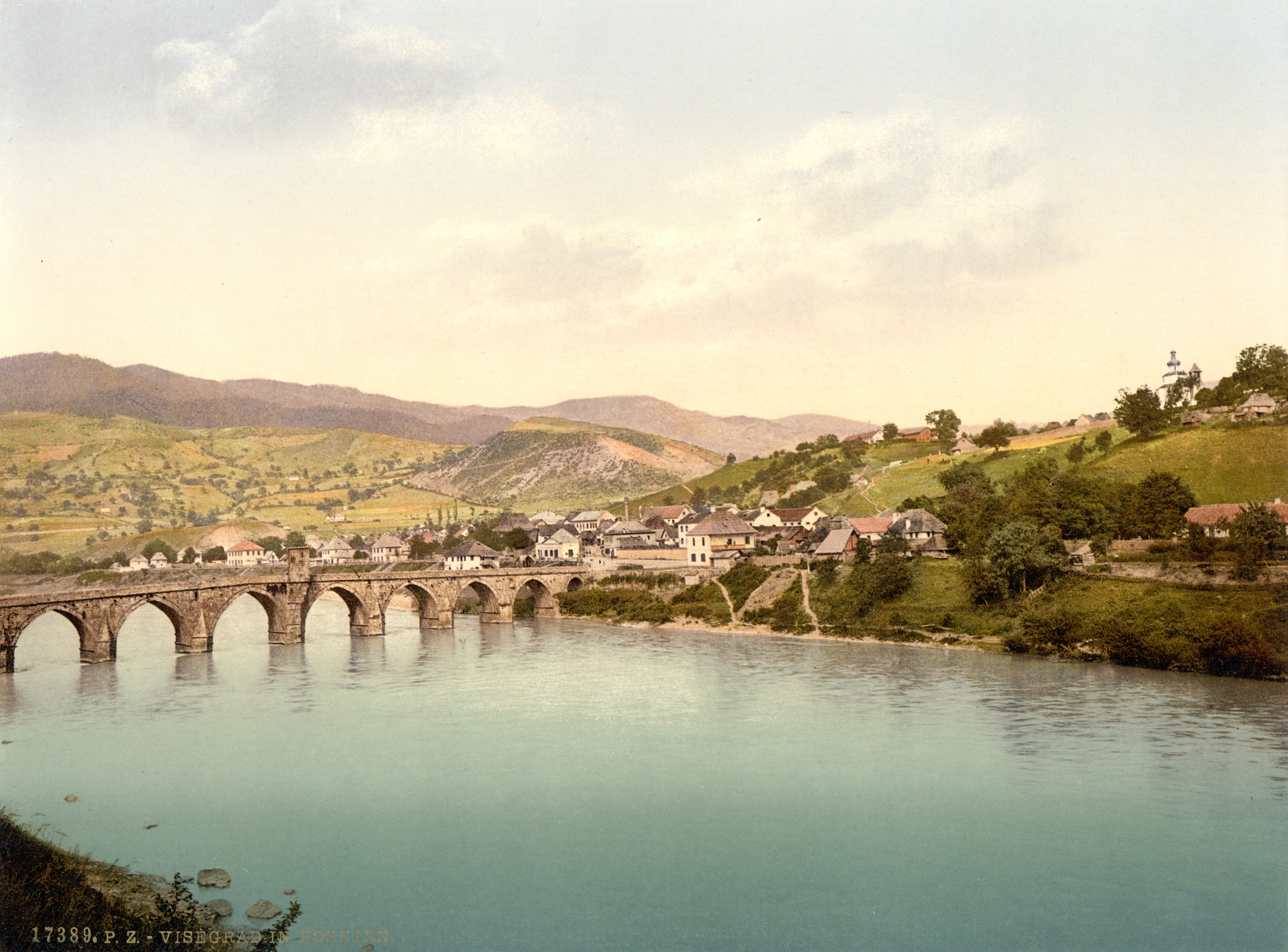
Stari most okolo roku 1890

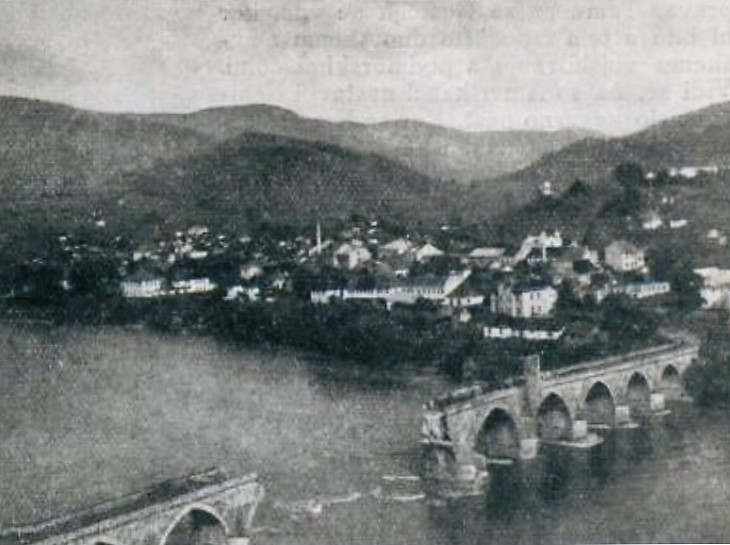
Zřícený most v letech 1914 až 1916

Mezi nejstarší záznamy o mostu jako takovém se řadí turecké dokumenty na vyvlastnění půdy v jeho okolí.
Most byl vybudován mezi lety 1571–1577 (979 až 985 islámského letopočtu) na strategickém místě, kde stará římská obchodní a vojenská cesta z východu (Via Militaris), z Konstantinopole/Istanbulu, překonávala řeku Drinu a pokračovala dále do bosenského vnitrozemí, do Sarajeva (Saray Ovası) a dále k Jadranu. Mimo jiné byla poctou rodišti Mehmeda Paši Sokoloviće, který z lokality pocházel. Výstavbou mostu byl pověřen nejznámější turecký stavitel raného novověku, Mimar Sinan, hlavní dvorní architekt (mimar) tehdejšího Osmanského impéria. Svůj název most získal podle Mehmeda paši Sokoloviće, velkého vezíra celkem tří sultánů – Sulejmana Nádherného, Selima II. a Murata III.
Po dokončení byl most využíván voly a koňskými povozy, pěšími, vozatajskými vozy, jezdci, obchodníky a armádou. Jeho výstavba stála Osmanskou říši nemalé prostředky. Již dříve se zde nacházel most dřevěný, nová stavba byla nicméně jediným přemostěním středního toku řeky Driny.
Most byl několikrát opravován, podle záznamů tomu tak bylo v letech 1664, 1875, a později po odchodu Turků z Bosny a Hercegoviny dále v letech 1911, 1939 a 1940. V roce 1896 přečkal velkou povodeň na řece Drině, při níž byl zcela zaplaven a hladina vody se nacházela 1,6 m nad samotnou vozovkou. O pracích z doby existence Osmanské říše ale existuje jen velmi málo zpráv.
Oprava z roku 1911, kterou provedly Rakousko-uherské úřady, měla za cíl zajistit stabilitu stavby po velké povodni z roku 1896. Tehdy byly podemlety základy mostu a hrozilo jeho další poškození. Rakouští odborníci se proto rozhodli základy mostu sanovat. Byly provedeny drobné opravy sloupů pro podepření mostu.
Tři oblouky byly zničeny během první světové války (1915). Ničeny byly postupně. Nejprve srbská armáda strhla jeden z pilířů mostu při ústupu v roce 1914 a o rok později byly zničeny dalších. V poničených místech byla historická stavba doplněna železnou provizorní konstrukcí. Jednalo se o jeden vložený příhradový oblouk. Ta nakonec sloužila až do roku 1939. kdy byl konečně most opraven do původní podoby. Použit byl kámen z původního kamenolomu, který by využit i v 16. století tak, aby byla zachována původní podoba stavby.
Opět však byl vážně poškozen během druhé světové války, v níž bylo dokonce poničeno pět oblouků.
V říjnu 1943 při akcích německého okupačního vojska proti jugoslávským partyzánům byl most pobořen. Zničen byl třetí, čtvrtý, pátý a šestý pilíř. Na mostě byli také zabíjeni lidé a jejich těla shazována do řeky.

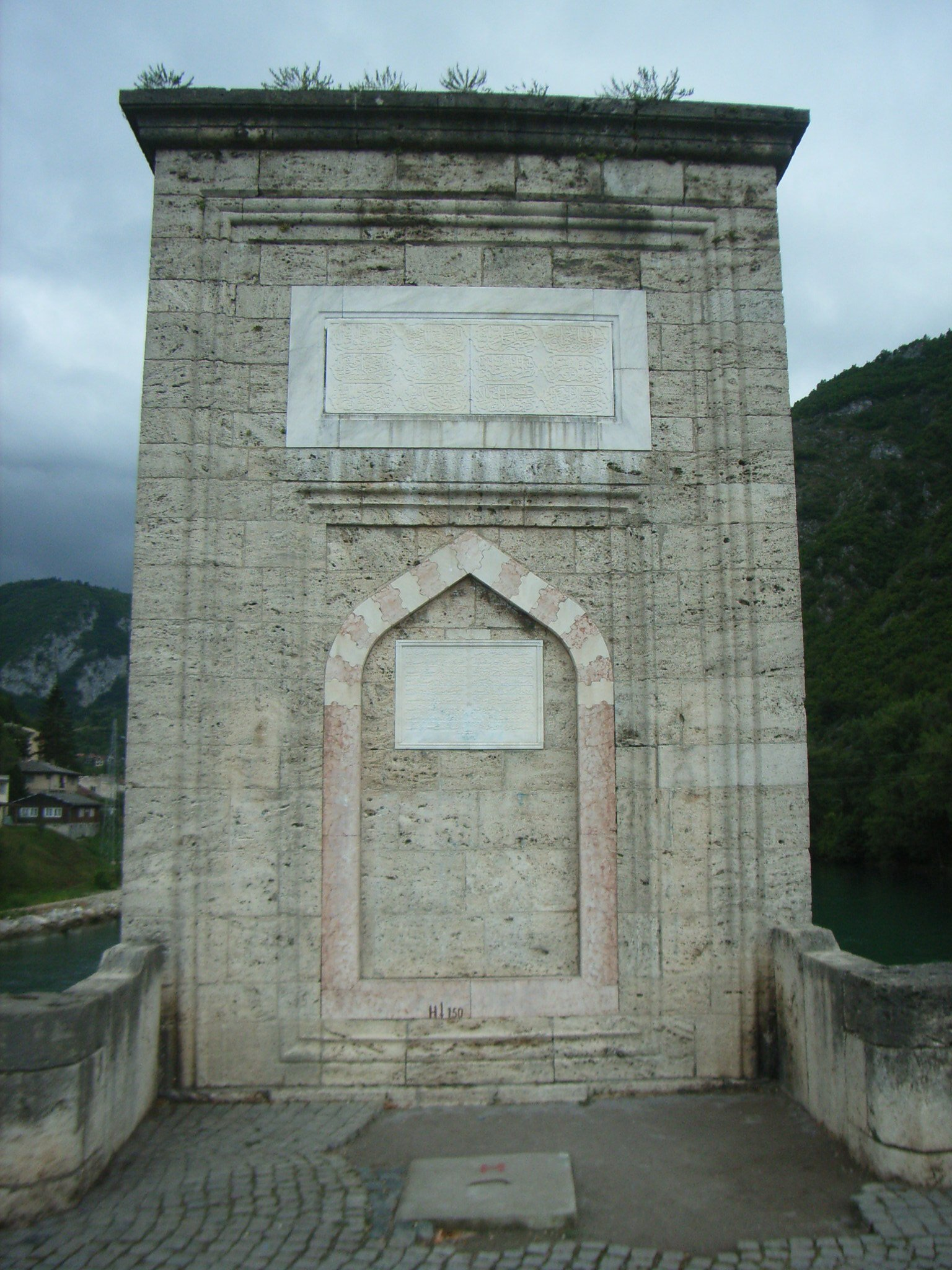
Deska uprostřed mostu

Během přestavby mostu byla jeho střední část (kapija-sofa) rozšířena. Díky tomu se most stal oblíbeným místem setkání pro lidi z Višegradu i okolí.
Důkladné poválečné opravy se mostu dostalo v letech 1950–1952. V roce 1951 získala stavba památkovou ochranu. Poškozené oblouky byly obnoveny podle podoby původních, neponičených. Výstavba drinské kaskády, konkrétně vodní elektrárny Bajina Bašta a elektrárny Višegrad změnily průtok řeky Driny. Pohyb vodní masy byl nyní mnohem méně předvídatelný a ovlivňoval tak konstrukci stavby zcela novým způsobem, což znamenalo zvýšenou zátěž na celou historickou stavbu. Hladina řeky se zde zvýšila a část pilířů byla zaplavena.
V souvislosti s tím, že most sloužil pro potřeby dopravy byla odstraněna původní rampa na západní/severní straně mostu a umožněn tak přímý příjezd motorových vozidel na most. Rampa byla později obnovena.
V roce 1977 bylo zjištěno, že stav mostu ohrožuje automobilová doprava, jejíž intenzita zde dosahovala cca 10 000 vozidel denně. Na základě pozorování byl vypracován dvoufázový plán obnovy památky. Nejprve byla v roce 1979 provedena izolace vozovky a chodníku, aby se zabránilo pronikání vlhkosti do vnitřních částí mostu. Byl použit beton ve snaze zvýšit pevnost stavby. Druhá fáze zahrnovala renovaci základů pátého, šestého a osmého pilíře. Účelem sanací bylo ukotvení základů do skalního podloží. Kvůli nedostatku finančních prostředků nicméně práce nebyly dokončeny. V roce 1986 byla silniční doprava přeložena z velké části na nedaleký nový most, který byl postaven 1,5 km po proudu.
Během války v Bosně a Hercegovině nebyl výrazněji poškozen. Nicméně právě zde se v roce 1992 odehrávala nejhorší zvěrstva spáchaná Srby na Bosňácích během bosenské, resp. jugoslávské války v rámci etnických čistek (viz Višegradské masakry). Na jaře a v létě roku 1992 byli na most naháněni bosňáčtí obyvatelé Višegradu. Přímo na mostě byli vražděni a jejich těla byla házena do řeky Driny. Mrtvých bylo tolik, že si ředitel vodní elektrárny Bajina Bašta, ležící níže po proudu řeky, stěžoval a žádal, aby přísun mrtvol byl omezen, protože těla ucpávají propustě v přehradě a zaměstnanci vodního díla je nestačí odstraňovat.[zdroj?]
V roce 2003 rozhodl bosenský výbor pro ochranu kulturních památek celonárodního významu spolu s městem Višegradem o zákazu motorizované dopravy na mostě. Poté byl most využíván především jen pro pěší. Od roku 2007 je světovou památkou UNESCO.
Most představuje jednu z nejohroženějších památek na území Bosny a Hercegoviny. Důvodem poškození je mimo jiné porušení podmínek ohledně vzdutí vodního díla Višegrad, které leží dále po proudu. Vzhledem k složité ekonomické situaci Bosny a Hercegoviny a předtím Jugoslávie nebyl most několik desítek let opravován. V roce 2010 uzavřely místní bosenskosrbské orgány dohodu s vládou Bosny a zástupci Turecka (TIKA) o celkové opravě stavby. Práce byly zahájeny o rok později a dokončeny v roce 2015. Turecká strana také financovala náklady prací. Upraveny byly pilíře, vozovka, oddělena nájezdová rampa na západní straně apod. Nasypán byl kámen k jednotlivým pilířům. Kvůli pracím musela být upouštěna voda z vodních elektráren dále po proudu. Ve vzdálenosti 30 km proti proudu a po proudu řeky byly umístěny kamenné bloky tak, aby byla zastavena eroze památky.
Diskutována nicméně byla kvalita prací a schopnost mostu odolat případným dalším povodním. Dva roky po dokončení prací se také poničily kameny na vozovce a rovněž bylo nefungující veřejné osvětlení.

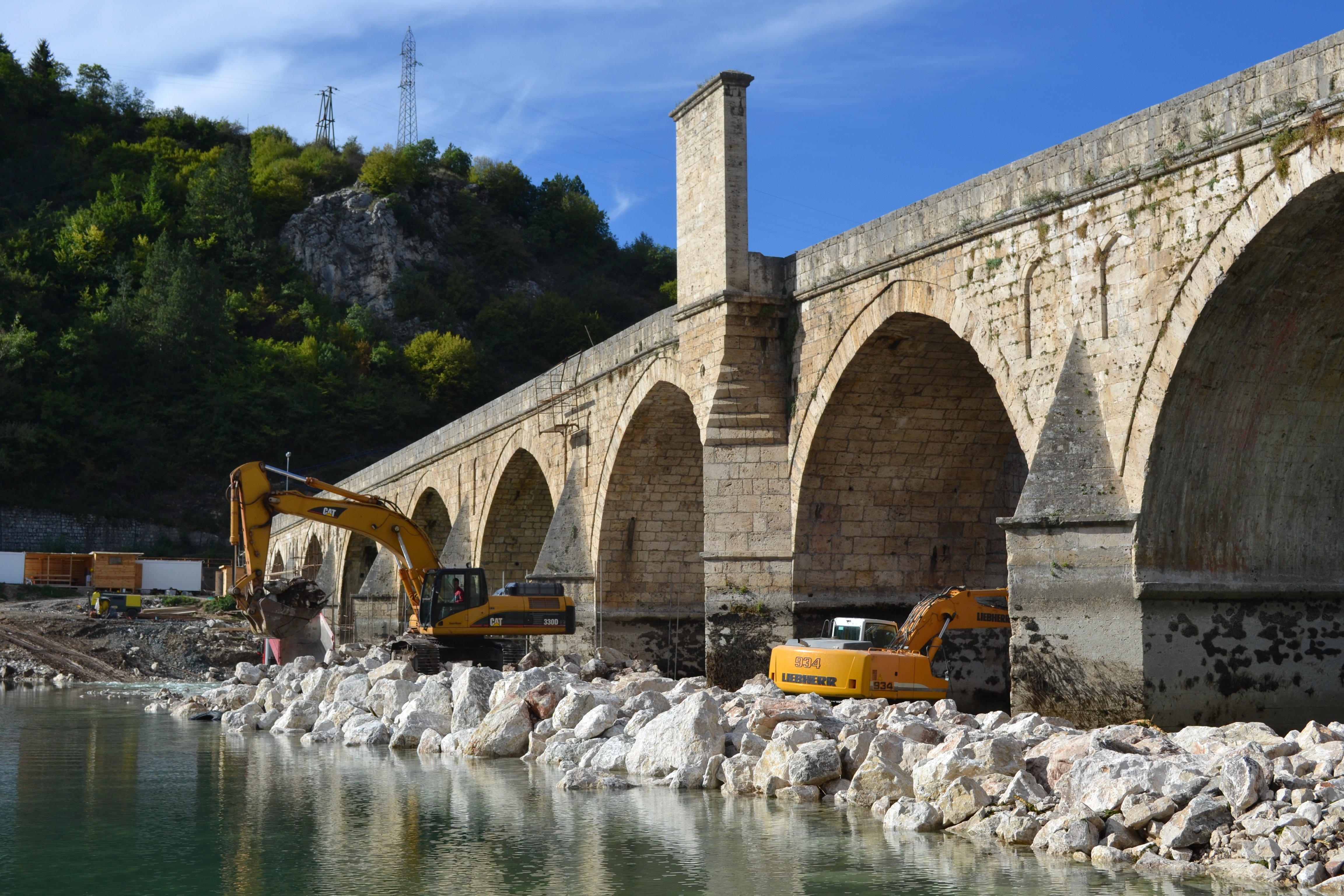
Obnova mostu v roce 2013
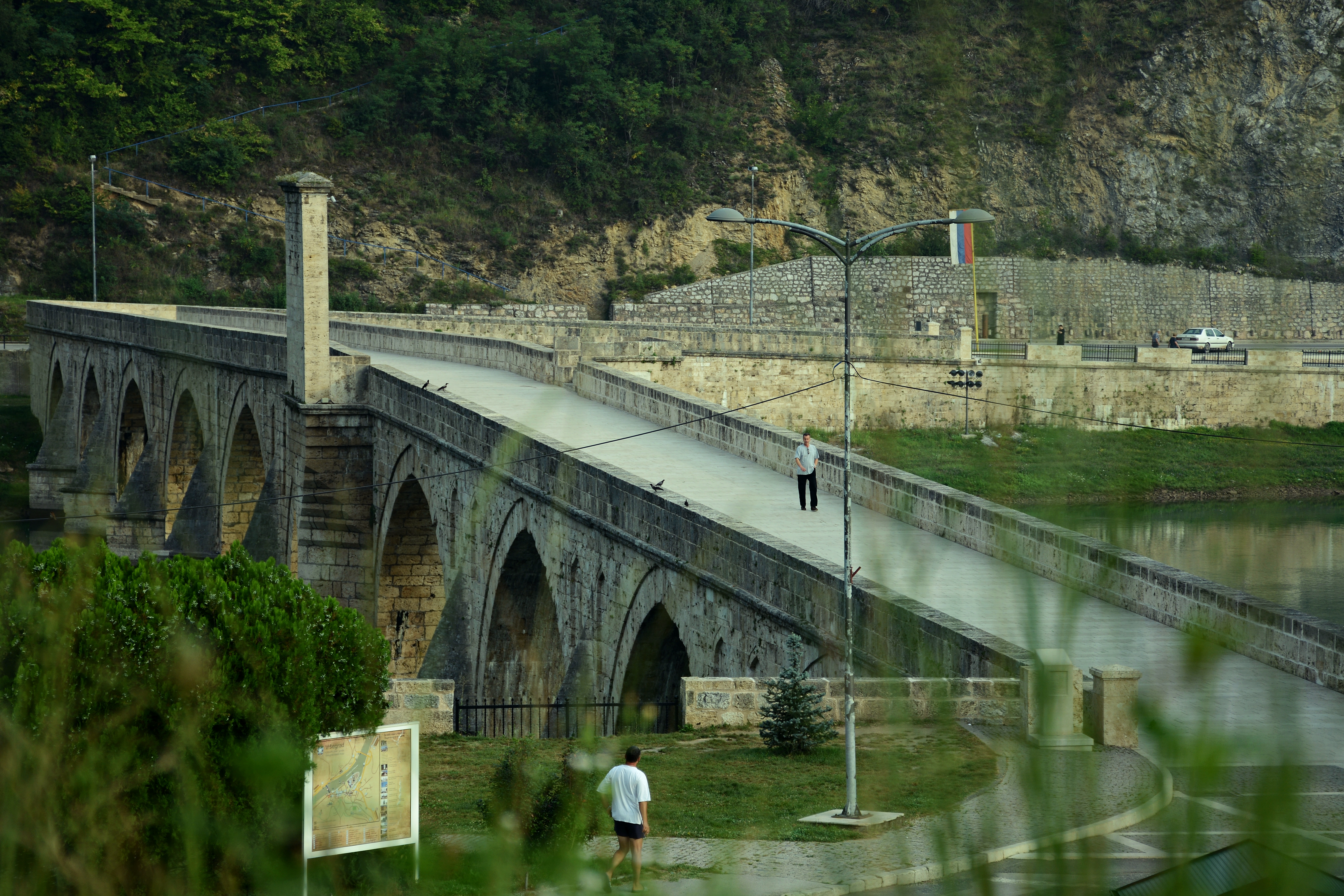
Mostovka stavby
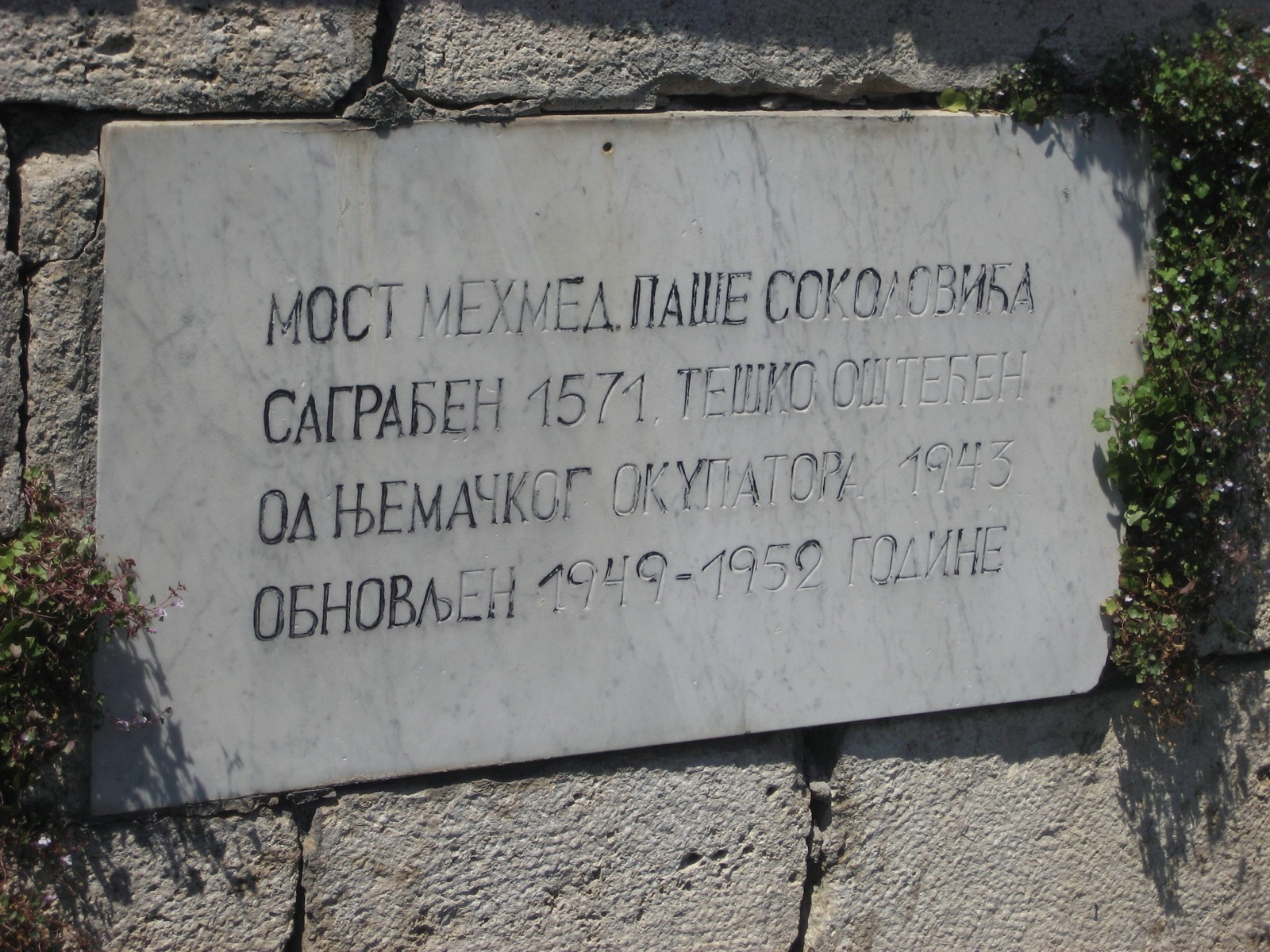
Pamětní deska
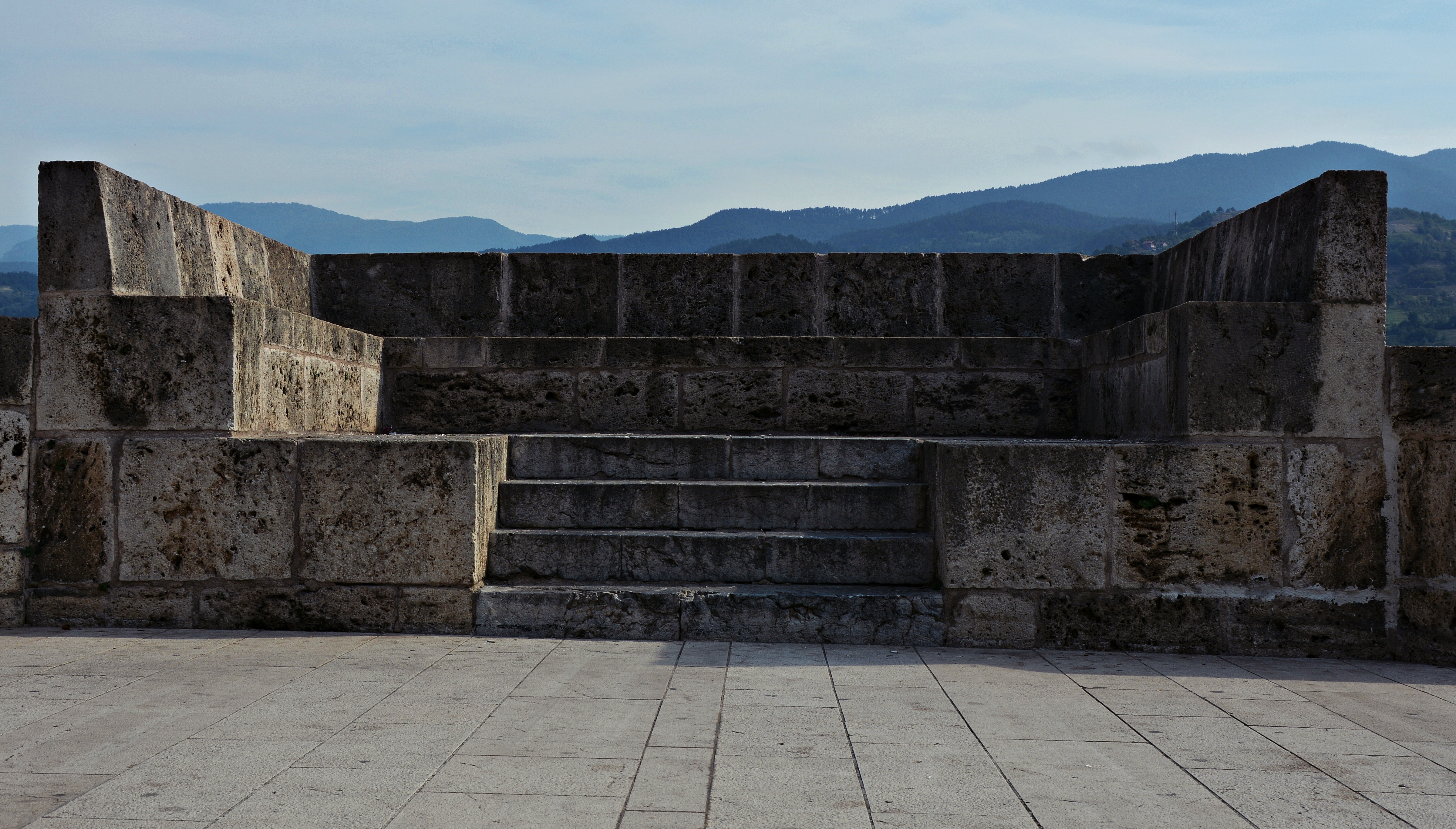
Vyhlídkové místo na mostě s lavičkami

## Odraz v umění
Most se objevoval ve folklórních příbězích regionu v 19. století. V mostě byly údajně zazděné podle místní legendy dvě děti (Stoja a Ostoja). Zmiňoval se o něm také turecký cestovatel Evlija Čelebi.
V roce 1944, uprostřed válečných časů, napsal Ivo Andrić, jugoslávský spisovatel bosenskosrbského původu, svůj slavný román Most na Drině, zabývající se významem této stavby pro Višegrad a mnoha staletími válek a etnicko-náboženských sporů, jichž byl most svědkem. Především za toto dílo Andrić obdržel roku 1961 Nobelovu cenu za literaturu. Díky překladům do mnoha jazyků se tak most dostal do širšího povědomí světové veřejnosti (což zřejmě napomohlo jeho zachování i během krvavého rozpadu Jugoslávie, kdy řada jiných muslimských památek byla zničena).
Mnoho umělců z Bosny a Hercegoviny užívalo most jako svůj motiv, a to zejména v druhé polovině 20. století. Od roku 1994 se do Višegradu pravidelně sjíždějí umělci z celého světa. Několik jejich obrazů zobrazujících most je vystaveno v galerii města Višegradu.
Most byl také použit jako motiv na bankovkách balkánského regionu. Kresba mostu zdobila rubovou stranu bankovky v hodnotě 5 000 jugoslávských dinárů vydané v roce 1992. Bankovka v hodnotě 200 konvertibilních marek mají motiv mostu a spisovatele Ivo Andriće.